# Dolní Poříčí (železniční zastávka)
Dolní Poříčí je železniční zastávka, která se nachází východně od vesnice Dolní Poříčí v okrese Strakonice. Zastávka leží v km 282,760 elektrizované železniční trati Plzeň – České Budějovice mezi stanicemi Katovice a Střelské Hoštice.

## Historie
Zastávka nesla původně označení Poříčí u Horažďovic, v letech 1939–1945 v dvojjazyčné verzi Porschitsch b/Horaschdowitz / Poříčí u Horažďovic. Od roku 1961 se pro zastávku používá název Dolní Poříčí.

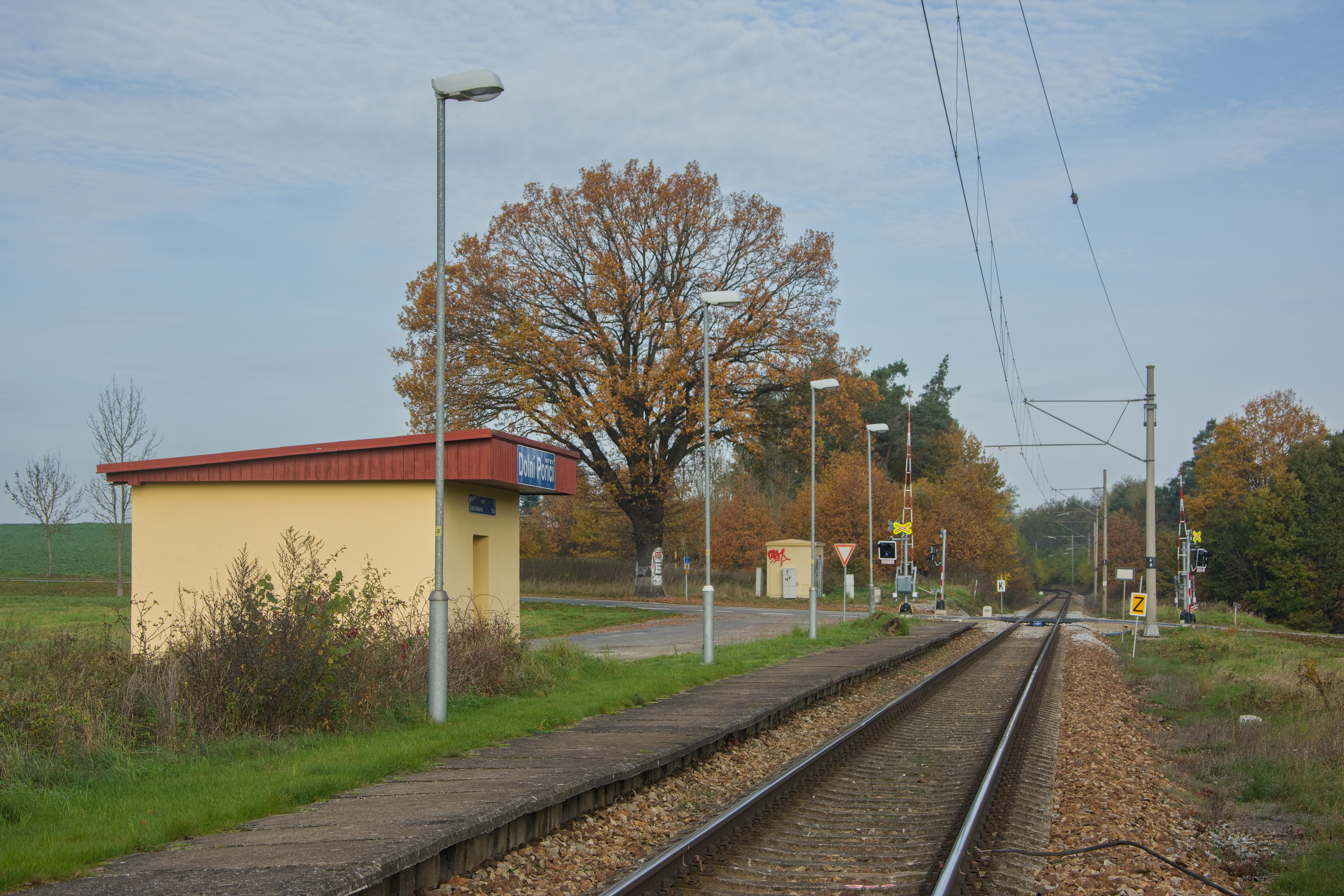
Celkový pohled na zastávku a přilehlý přejezd

Během modernizace traťového úseku Protivín – Horažďovice předměstí, která je plánována na roky 2023 až 2026, by zastávka měla zaniknout a místo ní má vzniknout výhybna.

## Popis zastávky
V zastávce je zřízeno nástupiště s betonovými panely s nástupní hranou ve výšce 250 mm nad temenem kolejnice. Nástupiště má délku 138 metrů, cestujícím slouží zděný přístřešek. Nástupiště je osvětleno šesti osvětlovacími stožáry, které se rozsvěcují pomocí fotobuňky. Zastávka není obsazena žádným dopravním zaměstnancem.
V těsném sousedství zastávky (směrem ke Střelským Hošticím) se v km 282,865 nachází přejezd P1173, na kterém trať kříží silnice I/22. Přejezd je zabezpečen světelným přejezdovým zabezpečovacím zařízením se závorami.